# Situl arheologic de la Cioroiul Nou
Situl arheologic de la Cioroiul Nou este un sit arheologic aflat pe teritoriul satului Cioroiu Nou; comuna Cioroiași.

Ansamblul este format din următoarele monumente:
- Villa rustica (cod LMI DJ-I-m-A-07886.01)
- Castru (cod LMI DJ-I-m-A-07886.02)

## Galerie

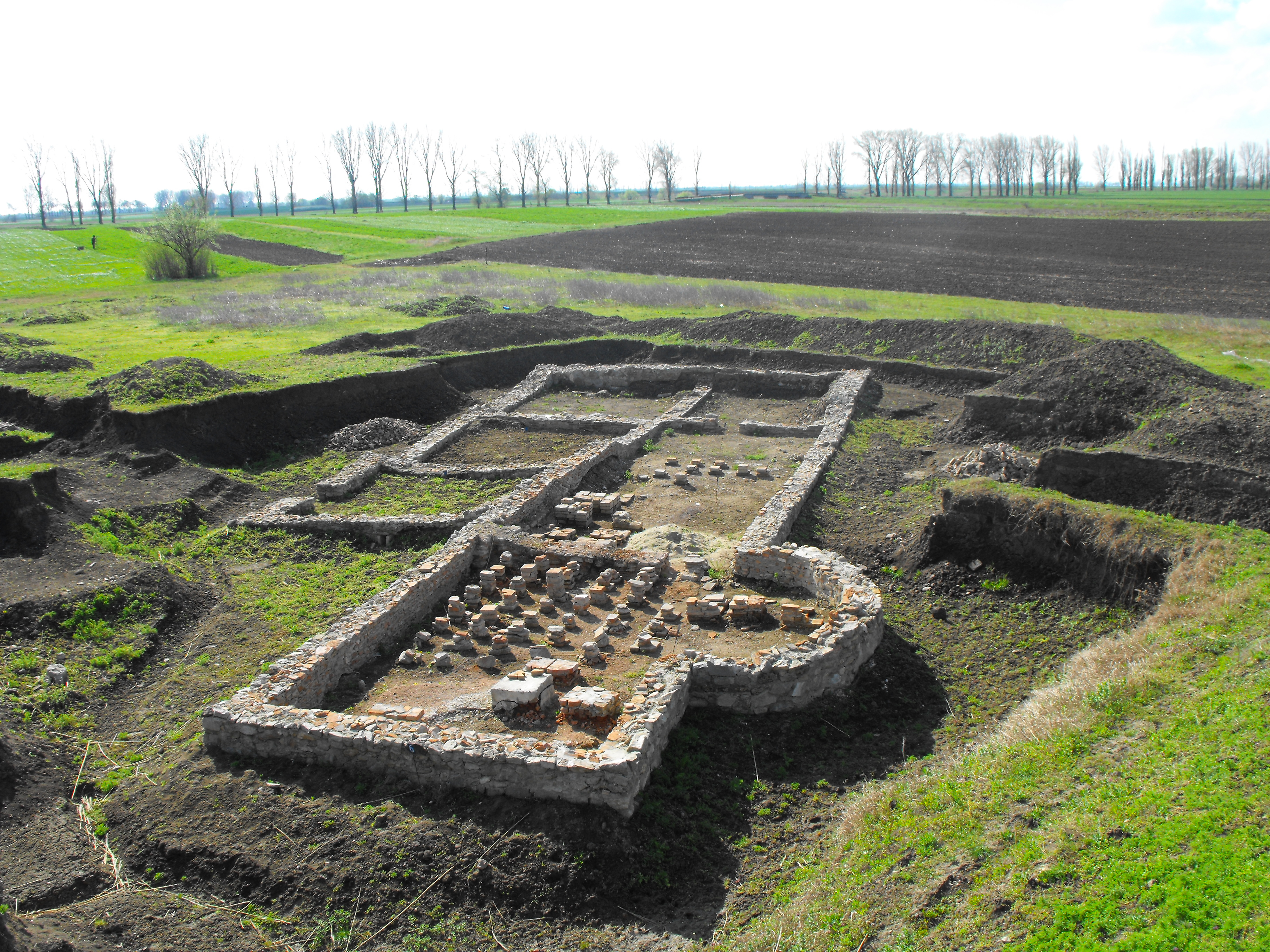
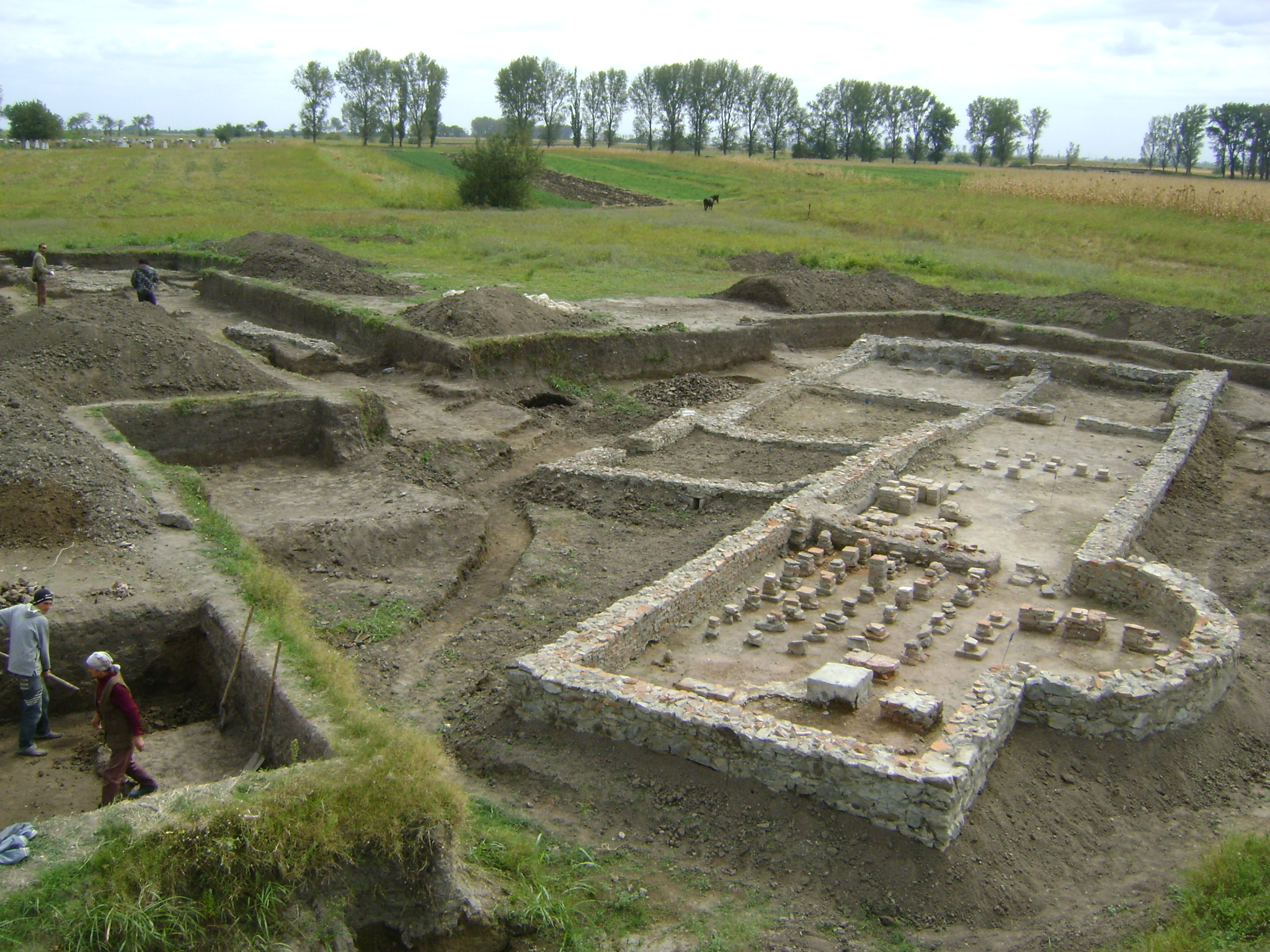
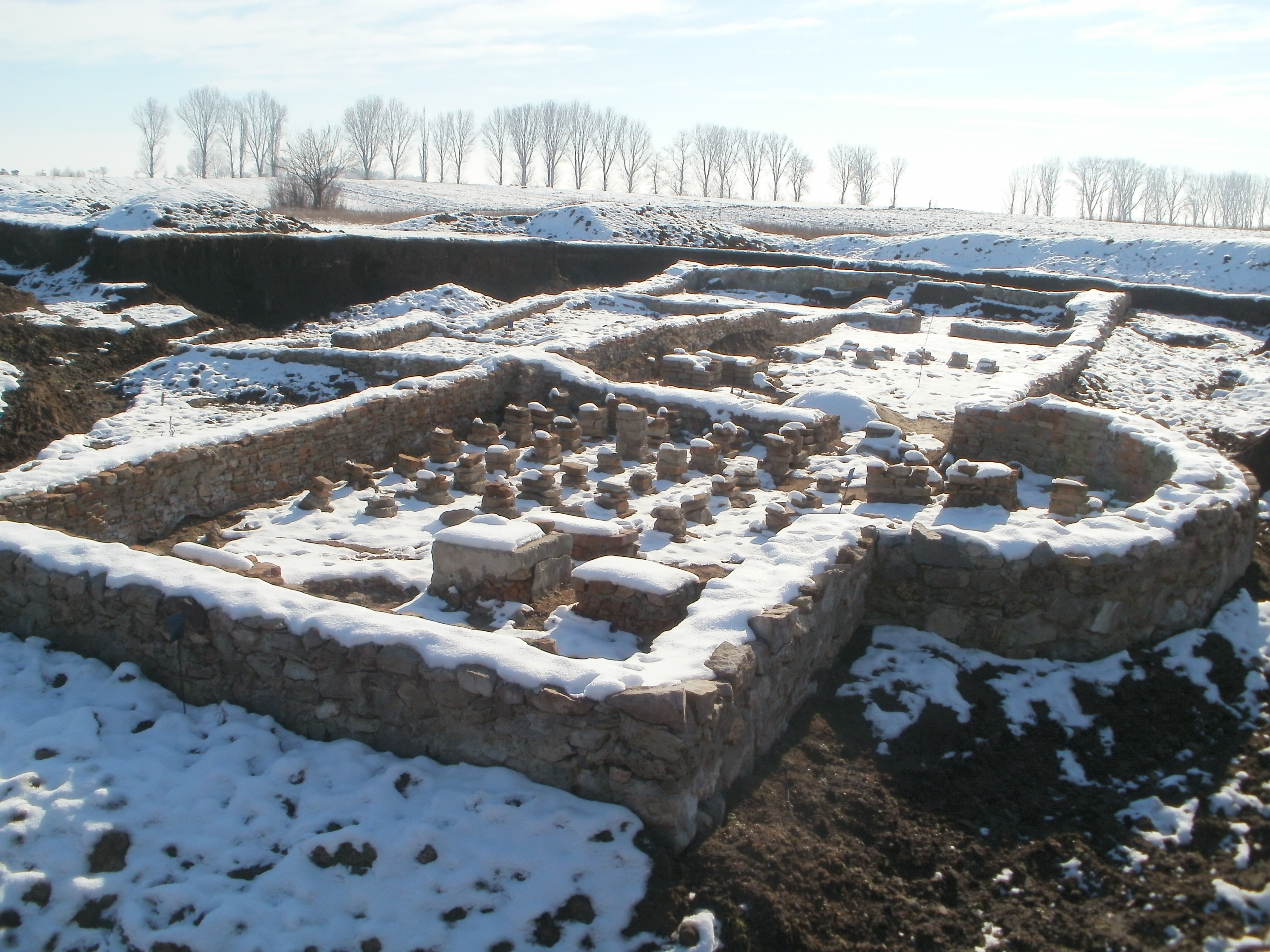
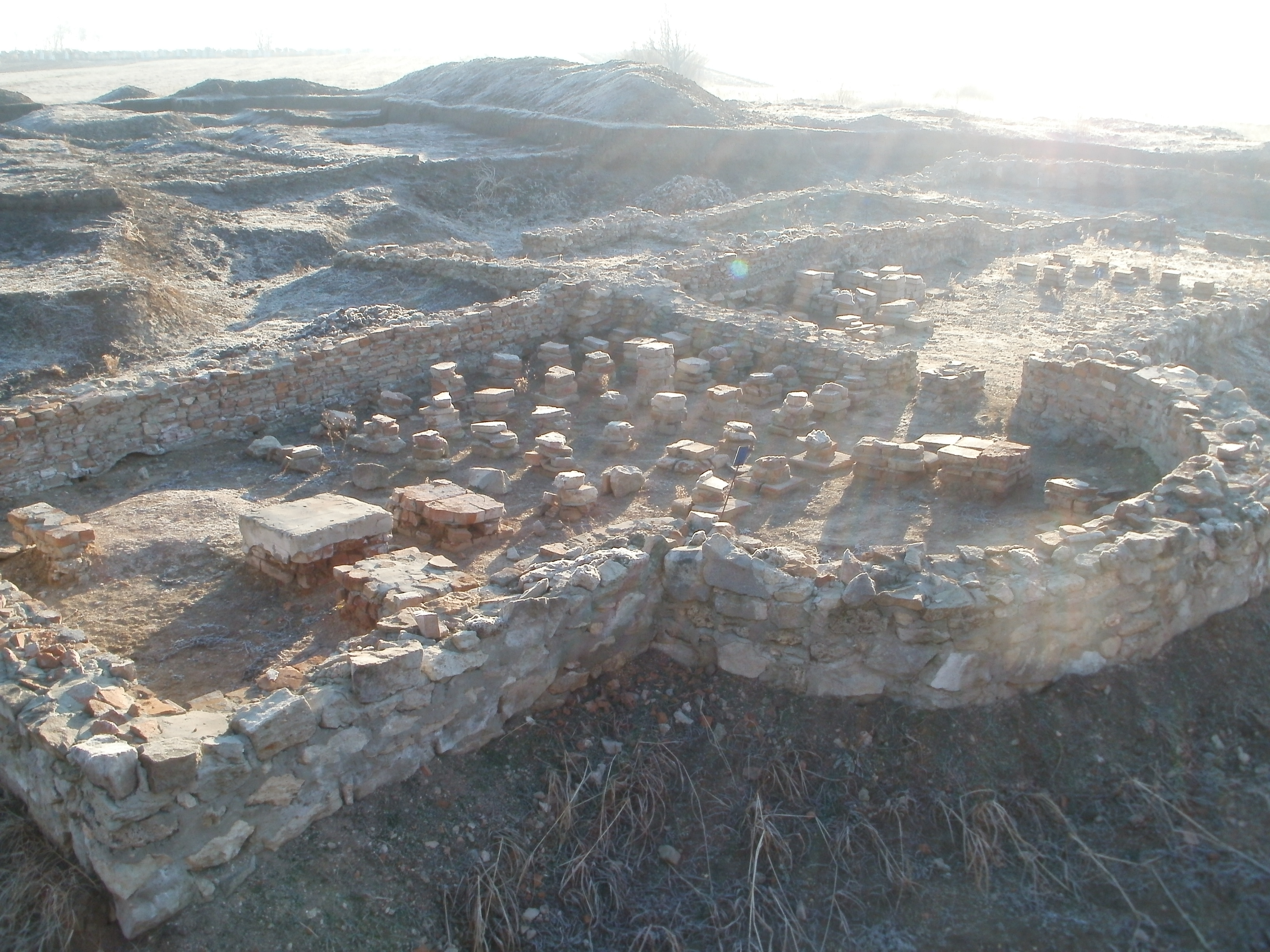
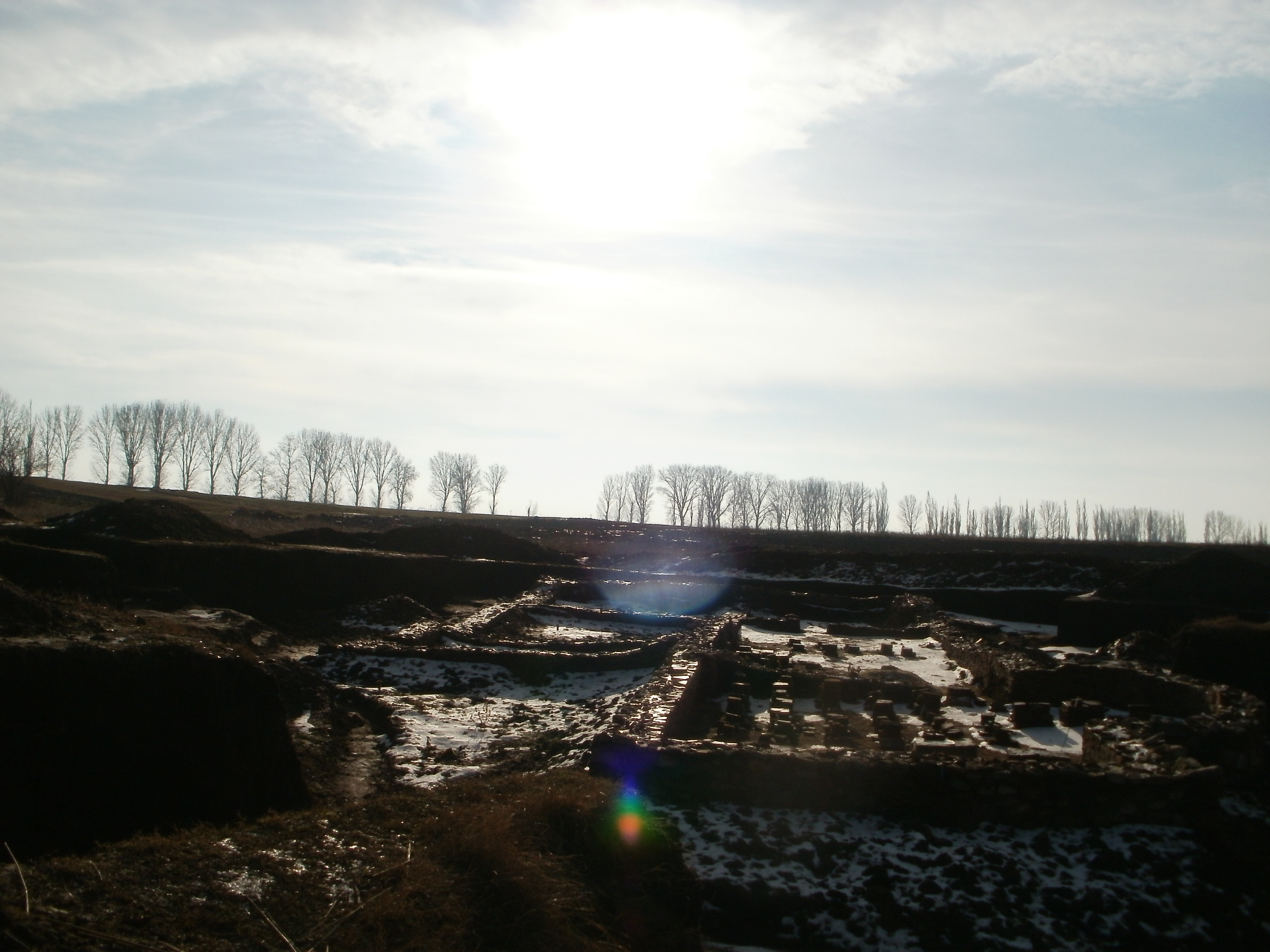